# Yongjinglong
Yongjinglong é um gênero fóssil de dinossauro do clado Titanosauria do Cretáceo Inferior da China. Há uma única espécie descrita para o gênero Yongjinglong datangi. Seus restos fósseis foram encontrados na na província de Gansu.